# Benjamin Nelles
Benjamin Nelles (* 15. Januar 2001) ist ein deutscher Leichtgewichts-Ruderer, der für den Neusser Ruderverein rudert. 
Sein bisheriger Karrierehöhepunkt war die Bronzemedaille bei den U23-Europameisterschaften 2019 in Ioannina im Leichtgewichts-Zweier ohne Steuermann mit seinem Partner Johannes Neubauer 2019 war er zusammen mit Johannes Neubauer, Julius Wagner und Henning Sproßmann deutscher Meister im Leichtgewichts-Vierer ohne Steuermann. Des Weiteren wurde er laut Vereinsseite Deutscher Meister im Leichtgewichts-Vierer und im Leichtgewichts-Achter. Außerdem gewann er 2018 die Deutschen Junioren-Meisterschaften im Zweier.